# Torre de Benejama
La torre de Benejama se encuentra en esta localidad del Alto Vinalopó (Alicante, España). Está situada en el centro, cerca del ayuntamiento y forma parte de su escudo de armas. Hasta no hace mucho era de propiedad particular y estuvo a punto de ser demolida para construir viviendas, hecho que se evitó gracias a una campaña de recogida de firmas.
En las excavaciones que se han realizado a su alrededor se ha encontrado cerámica almohade y posterior. Aunque en 1985 se declaró Bien de Interés Cultural con categoría de  Monumento,
se encontraba en muy mal estado de conservación, lo que llevó a realizar unas obras de consolidación y restauración. Estas han permitido recuperar el espacio existente alrededor del edificio para su uso público. La torre debió tener originalmente entre 14 y 18 metros de altura, pero en la restauración se han recuperado sólo unos 8, que es aproximadamente la altura de lo que quedaba en pie.
Se prevé la creación de una colección museográfica que recoja todos los restos arqueológicos que se hallaron alrededor de la torre y en la localidad.